# Millam
Millam är en kommun i departementet Nord i regionen Hauts-de-France i norra Frankrike. Kommunen ligger i kantonen Bourbourg som tillhör arrondissementet Dunkerque. År 2022 hade Millam 843 invånare.

## Befolkningsutveckling
Antalet invånare i kommunen Millam
| Referens: INSEE |